# Camisa (arquitectura)

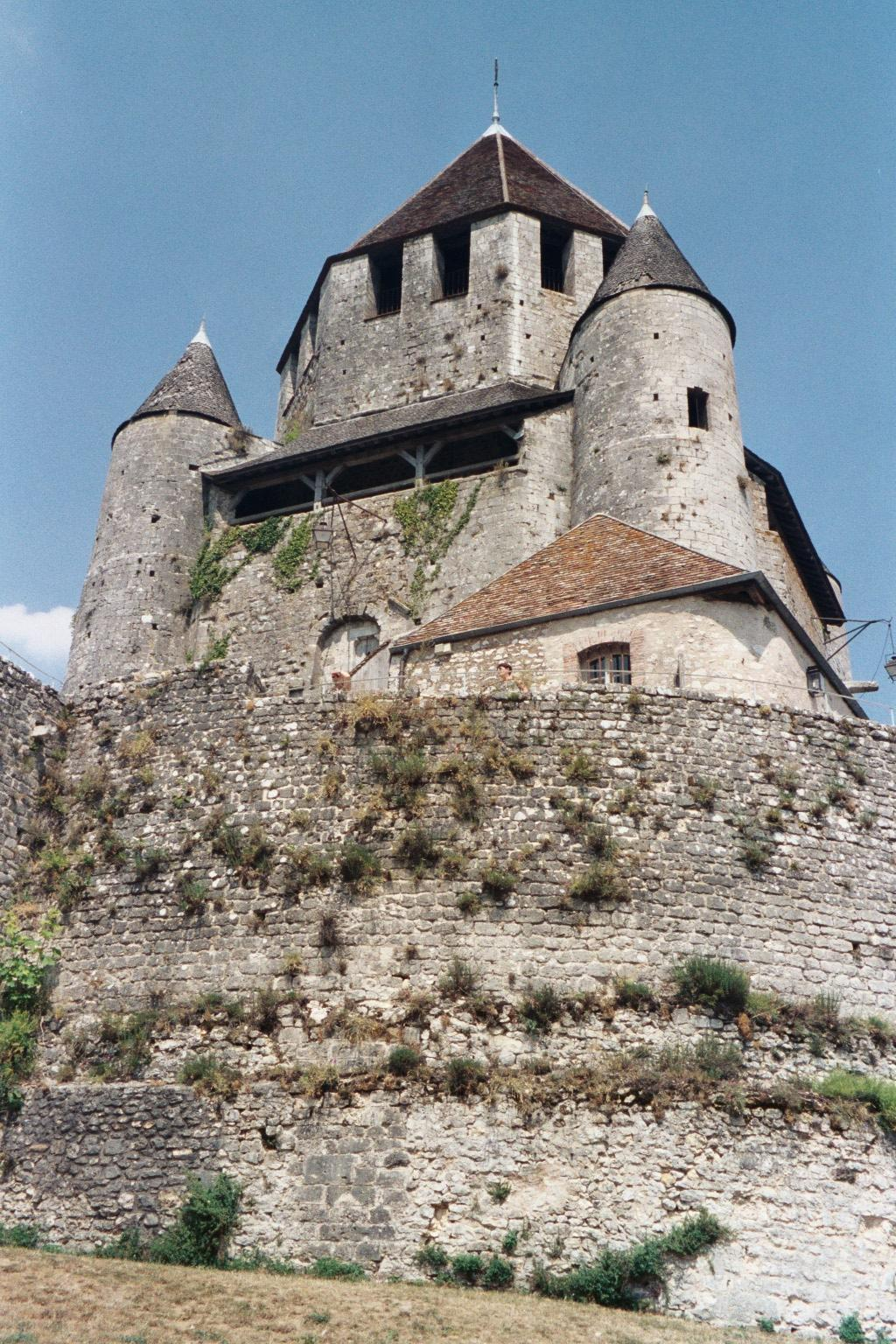
Torre de César en Provins, castillo tipo mota castral y reforzado por una camisa.

En fortificación y arquitectura histórica, se llama camisa al elemento que rodea normalmente en un castillo medieval a la torre del homenaje dejando muy poco espacio entre una y otra.
En la estructura de una muralla, se llamaba camisa a la parte que daba al campo exterior. Solía hacerse de piedra blanda o ladrillos blandos. Tomás Vicente Tosca precisaba que 
Llámase camisa por vestir la muralla por la parte de afuera; otros la llaman muro a distinción de lo restante que llaman terraplén, por ser de tierra.
Era opinión generalizada que debía construirse en línea recta, no en curva, debido a su función.
Más modernamente, se denomina "pilote con camisa" al pilote de hormigón construido introduciendo un tubo de acero en el terreno hasta encontrar la resistencia adecuada y rellenándolo, a continuación, de hormigón. También se denomina "pilote enfundado", "entubado" o "envainado".